# Штонда, Григорий Егорович
Григорий Егорович Штонда (6 августа 1901 — 14 февраля 1960) — пулемётчик 175-го гвардейского стрелкового полка (58-я гвардейская стрелковая дивизия, 57-я армия, Степной фронт), гвардии ефрейтор. Герой Советского Союза.

## Биография
Родился 24 июля 1901 года в селе Новониколаевка ныне Шевченковского района Харьковской области. Работал в колхозе. Находился на временно оккупированной территории.
В Красной Армии в 1922—1924 годах. Повторно призван в армию в марте 1943 года. Направлен пулемётчиком в 1-й батальон 175-го гвардейского стрелкового полка. На фронте — с марта 1943 года. Участвовал в боях под Харьковом.
Во время форсирования Днепра 26 сентября 1943 года гвардии ефрейтор Штонда в числе первых переправился и атаковал противника. В боях за удержание плацдарма участвовал в отражении двух контратак, уничтожил три огневых точки и до 70 противников. 20 декабря 1943 года за мужество, отвагу и героизм гвардии ефрейтору Штонде Григорию Егоровичу присвоено звание Героя Советского Союза с вручением ордена Ленина и медали «Золотая Звезда» .
С января 1944 года освобождал южную Украину, с июля 1944 года участвовал в форсировании Вислы, в Берлинской стратегической операции.
После войны демобилизован. Работал в колхозе. Умер 14 февраля 1960 года.